# Elasmothemis williamsoni
Elasmothemis williamsoni is een libellensoort uit de familie van de korenbouten (Libellulidae), onderorde echte libellen (Anisoptera).
De wetenschappelijke naam Elasmothemis williamsoni is voor het eerst geldig gepubliceerd in 1919 door Ris.